# Grad Rož
Grad Rož (nemško: Burg Ras ali Burg Turne) je nekdanji višinski grad v vasi Svatne (nemško: Schlatten) (občina Šentjakob v Rožu) na Koroškem. Prvič je bil v listinah omenjen leta 1171 kot castrum Rase, danes pa so od njega le še ostanki ruševin.

## Zgodovina
Gospodje iz Roža so prvotno živeli v starejšem gradu pod gorskim grebenom Gračenica  (nemško: Gratschenitzen tudi: Gratschitzen, Gratschützen) na severnem pobočju Karavank jugozahodno od Podrožce, skoraj 1.000 m nad morsko gladino. O tem gradu je znanega malo, ohranili so se le redki ostanki njegovega obzidja.
Grad Rož, verjetno drugo rodbinsko središče gospodov iz Roža, je bil zgrajen v 12. stoletju na vrhu enaga od hribov v zgornjem Rožu nad vasjo Svatne (Schlatten). Prvič je bil omenjena v dokumentu oglejskega patriarhata leta 1171 v povezavi s cerkvijo sv. Jakoba: "sancti Jacobi ... sub castro Rase".  Grajski hrib se nahaja na 635 m nadmorske višine in skoraj 900 m zahodno od in 100 m nad cerkvijo sv. Jakoba. Grad je bil zapuščen med letoma 1309 in 1317, potem ko je rodbina gospodov iz Roža preselila svoj rodovni sedež na grad Stari Rožek (prvič omenjen v dokumentih leta 1239), približno štiri kilometre in pol severneje od gradu Rož.

## Sedanji ostanki
Danes lahko opazimo le ostanke obzidja in dveh okroglih stolpov, ki so še vedno vidni. Kompleks z dvema dvoriščema je bil utrjen z jarkom in zemeljskim zidom.
V okviru pobude z imenom "Miklova Zala"  se odvija sodelovanje z lastnikom območja grajskega areala, ki je tudi lastnik pod njim ležeče kmetije Mikelhof, pri oživljanju kompleksa.

## Spletne povezave
- Grad Rož
- O projektu izkopavanja: Grad Rož: Grajski hlevi Turne – Gradišče na Turnah